# Cuartos de San Luis Gonzaga

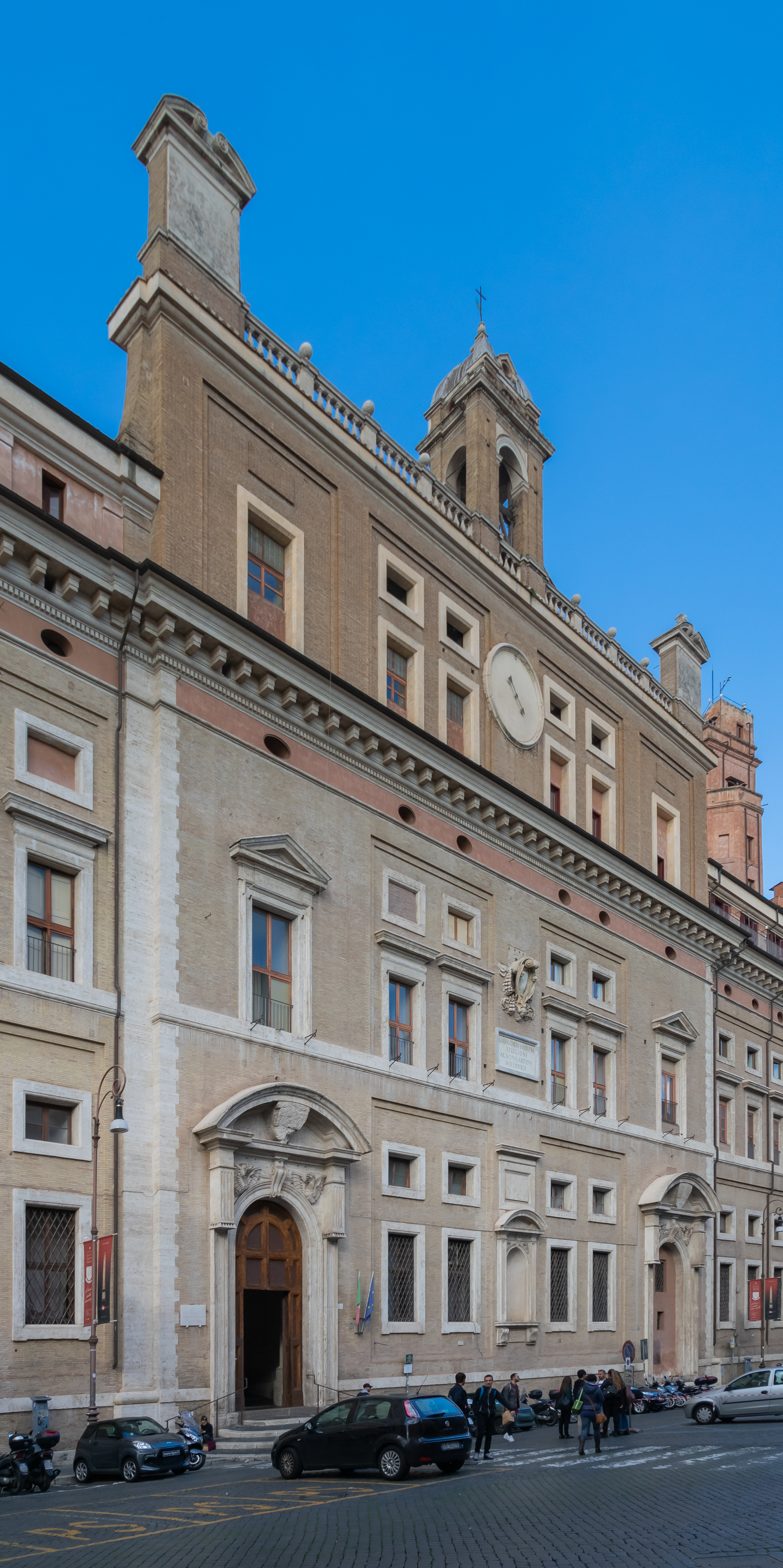
La fachada principal del Colegio Romano en que se sitúan los Cuartos de San Luis Gonzaga.

Los cuartos de San Luis Gonzaga (en italiano, camerette di san Luigi Gonzaga) son un conjunto de habitaciones existentes en el Colegio Romano.

## Historia
El Colegio Romano había sido fundado en 1551 como centro de enseñanza de la Compañía de Jesús en Roma. Fue en esta institución donde vivió y estudió el joven Luis Gonzaga, en concreto en la zona de residencia de los estudiantes llamada Ritiramento. Fue en este lugar donde Luis Gonzaga moriría el 21 de junio de 1591.
A principios del siglo siguiente la habitación en la que vivió Gonzaga fue transformada en capilla, al estilo de los cuartos de San Ignacio en la cercana casa profesa de la Compañía. También en este momento y bajo el patronazgo de Roberto Belarmino, cardenal jesuita y director espiritual del colegio, la enfermería donde el santo murió fue adornada por pinturas que representaban distintos momentos de la vida del santo.
Al haber sido un lugar habitado por jóvenes jesuitas, los cuartos cuentan con espacios relacionados con otros notables jesuitas de esta orden:
- La Camera de San Juan Berchmans.
- La Camera del venerable libanés Abraham Giorgis, martirizado en Etiopía.

En 1790 se decidió la decoración en grisalla de la sala grande (anteriormente conocida como sala de recreación). Esta decoración comprendía frescos, así como óleos que serían pegados a las paredes con diversas escenas de la vida de San Luis Gonzaga como: su renuncia a la carrera de las armas y al marquesado de su padre; su primera comunión de manos de San Carlos Borromeo o la visión de su gloria por Santa Magdalena de’Pazzi.
En 1849 tras la proclamación de la República romana, las estancias fueron quemadas. En la década de 1850 serían restaurados gran parte de sus frescos.
Las estancias fueron restauradas desde 2008 hasta 2013.

## Descripción
Las habitaciones se localizan en el último piso del Colegio Romano, en la parte directamente adyacente a su iglesia de San Ignacio. Por una escalera se accede a una gran sala (anteriormente sala de recreación). Esta sala se encuentra ricamente decorada con pinturas al fresco en grisalla de estilo neoclásico. En las paredes se disponen, bajo filacterias explicativas, una serie de óleos representando momentos importantes o ejemplarizantes de la vida de San Luis Gonzaga.

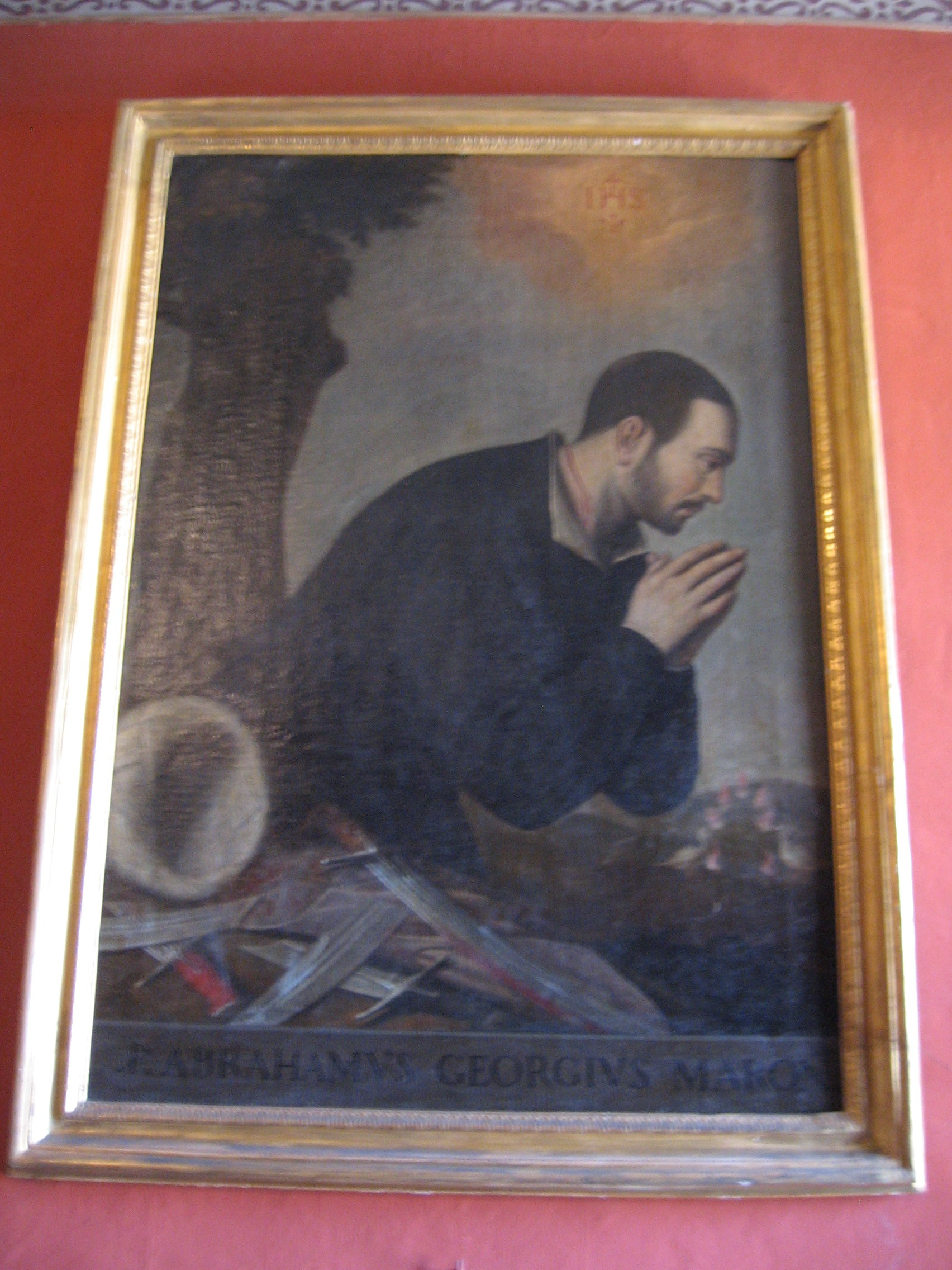
Retrato idealizado de Abraham Giorgiis en la habitación en la que vivió, hoy capilla del conjunto conocido como Cuartos de San Luis Gonzaga.

A continuación se dispone la capilla de San Luis Gonzaga en que se conservan los lienzos encargados por Belarmino sobre la vida del santo, al ser transportados desde la enfermería (lugar de muerte del santo. La capilla cuenta con un altar dedicado a San Luis Gonzaga en estilo barroco y esta entelada en damasco rojo. La sacristía de la capilla se encuentra a continuación, consérvanse distintas reliquias de San Luis Gonzaga. Cerrando esta serie de habitaciones se encuentra una capilla en el cuarto de muerte de San Juan Berchmans presidida por un altar neoclásico dorado con pan de oro. Esta capilla como la dedicada a San Luis Gonzaga se encuentra entelada en damasco. 
Además, dentro del conjunto se incluye la habitación en que vivió el jesuita libanés y martir, venerable Abraham Giorgiis. Se encuentra entelada en damasco rojo como otras habitaciones del conjunto dedicadas a capilla. Está presidida por un cuadro al óleo de San Roberto Belarmino, colocado en el momento de su beatificación (1823) así como por un retrato idealizado de Abraham Giorgis.